# 나나 (1926년 영화)
《나나》(Nana)는 프랑스의 장 르누아르 감독의 1926년 무성 드라마, 멜로/로맨스 영화이다. 장 르누아르의 첫 번째 부인이었던 카트린 에슬랭 등이 주연으로 출연하였다. 에밀 졸라의 1880년 소설 《나나》를 원작으로 한다.
미술 감독 클로드 오탕라라가 영화 세트를 디자인했다.

## 출연

### 주연
- 카트린 에슬랭
- 쟝 안젤로

### 조연
- 베르너 크라우스
- 레이몬드 구에린-카테라인

## 제작진
- 원작자: 에밀 졸라